# Falling in Reverse
Falling In Reverse (abreviado FIR) es una banda estadounidense de metal formada a finales del año 2008 en Las Vegas, Nevada. La banda está integrada por el vocalista Ronnie Radke, el guitarrista Christian Thompson, el bajista Tyler Burgess y el baterista Luke Holland. Debido a problemas judiciales su vocalista estuvo en prisión hasta diciembre de 2010. Ese mismo mes, la banda entró al estudio, grabando su primer trabajo, el álbum The Drug In Me Is You, lanzado oficialmente el 26 de julio de 2011. Su segundó álbum, Fashionably Late fue lanzado el 18 de junio de 2013, el tercer álbum, Just Like You fue lanzado el 24 de febrero de 2015, el cuarto álbum, Coming Home fue lanzado el 7 de abril de 2017 y el quinto álbum Popular Monster, lanzado el 16 de agosto de 2024.
La banda vendió más de 500,000 copias por su primer álbum The Drug in Me Is You, fue certificado como disco de oro por la RIAA, además de que su segundo álbum Fashionably Late ha vendido más de 100,000 copias en Estados Unidos.

## Historia

### Inicios y formación (2008-2010)
En el 2008, Ronnie Radke estuvo involucrado en un asesinato, acusado de casi-delito de homicidio en Las Vegas, que resultó en el asesinato de un joven de 18 años de edad, Michael Cook, llevando a Radke a dos años de prisión por violación de la libertad condicional. Al no presentarse a su oficial de libertad condicional fue arrestado en junio de 2008, en una casa a las afueras de Henderson, Nevada, donde fue condenado a dos años de prisión. Ronnie salió de la cárcel el 12 de diciembre de 2010.
Desde 2004, Ronnie fue fundador y vocalista de la banda Escape the Fate. A raíz de la encarcelación de este, fue expulsado y reemplazado por Craig Mabbitt. El bajista Max Green dio afirmaciones acerca de la expulsión: «En primer lugar, no podíamos salir de gira fuera del país, y luego, fuera del estado». Escape the Fate afirmó que trataron de entablar una amistad con él, pero este no estaba dispuesto. Opuestamente, Ronnie se sintió ofendido por sus ex amigos al decir mentiras sobre su persona, incluso de que era adicto a la heroína en prisión. En el 2011, Ronnie declaró en una entrevista: «Ellos hicieron un álbum llamado This War Is Ours y luego trataron de decir: "El nombre del disco no es por ti, amigo". Que, de hecho, lo hicieron. Puedo estar equivocado, ya que podrían estar hablando de la guerra contra el terrorismo o algo así. No se. Pero tengo la sensación de que el nombre del álbum es sobre mí, ya que ellos hablan un montón de mierda. Siempre trato de perdonar y olvidar, aunque hay algunas cosas que quisiera decir. Así lo hice, en el álbum».
El 3 de diciembre de 2008, Radke formó por MySpace la banda From Behind These Walls, la que fue renombrada a Falling in Reverse en agosto de 2010, debido a problemas de copyright. El 2 de enero, la banda lanzó en su MySpace la canción «Listen up!», en agosto se lanzaron «The Departure» y «The Worst Time». Aunque en enero de 2011, vía Facebook se aclaró que las canciones no se volverían a grabar ya que no pertenecían al sonido real de la banda, además que fueron grabadas junto al productor Michael Baskette, en el año 2009, por Ronnie y él en toda la instrumentación. El 29 de septiembre del 2009, la banda se presentó en vivo con Nason en voz, cantando «Red Alert» en acústico para DrumChannel.com.
Jacky Vincent fue contactado a Reino Unido por Nason vía MySpace, este viajó a los Estados Unidos para integrarse a la banda. Derek Jones, tras dejar A Smile from the Trenches se unió a mediados del 2010. El baterista de Lovehatehero, Scott Gee estuvo paralelamente involucrado hasta abril de 2011, donde fue reemplazado por Ryan Seaman, exmiembro de I Am Ghost y The Bigger Lights.
Schoeffler dejó la banda el 22 de abril de 2011, para dedicarse a ser vocalista de MeMyselfAlive, este fue reemplazado por el exbajista de Cellador, Mika Horiuchi. Falling in Reverse firmó con Epitaph Records.

### The Drug In Me Is You y contrato de grabación (2010-2012)
En Orlando, Florida, la banda entró a los estudios "Paint It Black" a grabar su álbum el 20 de diciembre de 2010, junto al amigo de Radke y productor musical Michael "Elvis" Baskette. La finalización de grabación, masterización y edición fue el 2 de febrero de 2011.
Su primer simple, "Raised By Wolves" se lanzó el 7 de junio. Junto a esto, se anunció el nombre, artwork del álbum, además de estar desde el 7 de junio disponible para comprar en línea. Su segundo sencillo, y homónimo al álbum, The Drug In Me Is You el 28 de junio. Su video, fue lanzado el mismo día.
El álbum fue reproducido en su totalidad por el sitio oficial de la banda el 15 de junio. The Drug In Me Is You se lanzó oficialmente el 26 de julio de 2011. El álbum recibió críticas mixtas, vendió 18 mil copias en su primera semana y se posicionó en el puesto #19 en el Billboard 200.
Todas las canciones del álbum fueron escritas y compuestas por Ronnie, durante su estancia en la cárcel. Ante esto, declaró: 
Creo que todos los días, durante días y días, acerca de lo que la gente quiere oír. Yo diseccioné mi viejo álbum y leí todas las cartas de los fans y los motivos por los que amaban mi banda y por qué se escucha a la misma. Y escribí sobre eso, pero de diferentes maneras. No sé por qué a estos chicos les encanta las tragedias escritas. Supongo que puede relacionarse con ellos.
Para promocionar el álbum, la banda anunció las fechas de sus presentaciones en vivo en primer lugar, que tendría lugar a finales de julio en ciertos lugares de California, con una fecha prevista en Texas el 24 de septiembre de 2011, junto a la banda Vampires Everywhere. 
Sin embargo, las fechas de julio se aplazaron debido a problemas con la visa de Jacky Vincent, aunque las fechas fueron retomadas. Desde el 10 al 14 de agosto la banda participó en el Warped Tour, además del 8 y 9 de agosto, dos shows secretos llamados "Goodbye Graceful", en Anaheim y Los Ángeles. La primera gira de Falling in Reverse comenzó por Nuevo México, girando alrededor de la costa este, y concluyendo en Colorado. La gira comenzó el 18 de septiembre y terminó el 11 de octubre, con Eyes Set to Kill y For All Those Sleeping.
En septiembre, vía Stickam, la banda anunció que canciones como Make Up, As You're Falling Down, Situations y Not Good Enough for Truth in Cliché serán interpretadas por ellos, ya que aunque fueron grabadas por Escape The Fate, son propiedad de Ronnie, ya que este con ayuda de Michael Baskette las escribió y compuso. El 24 de octubre, la banda lanzó su tercer sencillo, I'm Not A Vampire, su video musical es una sátira del programa "Celebrity Rehab", el cantante Jeffree Star aparece en el video, teniendo un millón de visitas en tres días
La banda estuvo de soporte para las diez fechas de los shows de la banda Black Veil Brides, en noviembre, con Aiden y Drive-A. Aunque este fue cancelado ya que el vocalista de Black Veil Brides Andy Biersack se rompió la nariz. Emurre reemplazó a FIR en el "Take A Picture, It Lasts Longer Tour" con We Came As Romans, ya que este no pudo participar desde la segunda fecha. Respecto a esto, la banda hizo una presentación exclusiva para KROQ el 8 de noviembre.
En enero, la banda anunció la salida del bajista Mika Horiuchi, Ronnie Radke declaró en Twitter y a Altpres.com que a pesar de la salida de Mika, la banda seguiría con sus fechas previstas en el tour, y que Mika próximamente será visto en una conocida banda.
El 15 de enero, Ron Ficarro (ex I Am Ghost) reemplazó temporalmente a Mika, aunque más tarde se unió oficialmente. La banda comenzó su primer tour "The Thug in Me Is You Tour", en febrero de 2012.
La banda lanzó su tercer video musical, "Raised by Wolves" el 28 de febrero de 2012.
El 16 de mayo, Ron Ficarro publicó en Twitter haciendo un vídeo musical hoy, dando a entender que hay un video para su álbum.

### Fashionably Late y salida de Ron Ficarro (2012-2014)
En octubre de 2011, el vocalista Ronnie Radke anunció: El segundo viene, ¡Pasenme un pañuelo! Etiquetando a varios productores para grabar un nuevo álbum a mediados del 2012.
Ronnie dio a entender en Twitter que ya se encontraban trabajando en el segundo álbum de la banda, con tuits como Ustedes no entienden la cantidad de años luz de mi próximo disco a partir del último. Radke y Ficarro publicaron fotos a dicho sitio, donde ambos aparecen en estudio, con Ryan Ogren como parte de la producción.
En conciertos más recientes de la banda, la banda dio a conocer exclusivas canciones de lo que será su próximo álbum
tales como "Rolling Stone" y "Born To Lead" y algunas más.

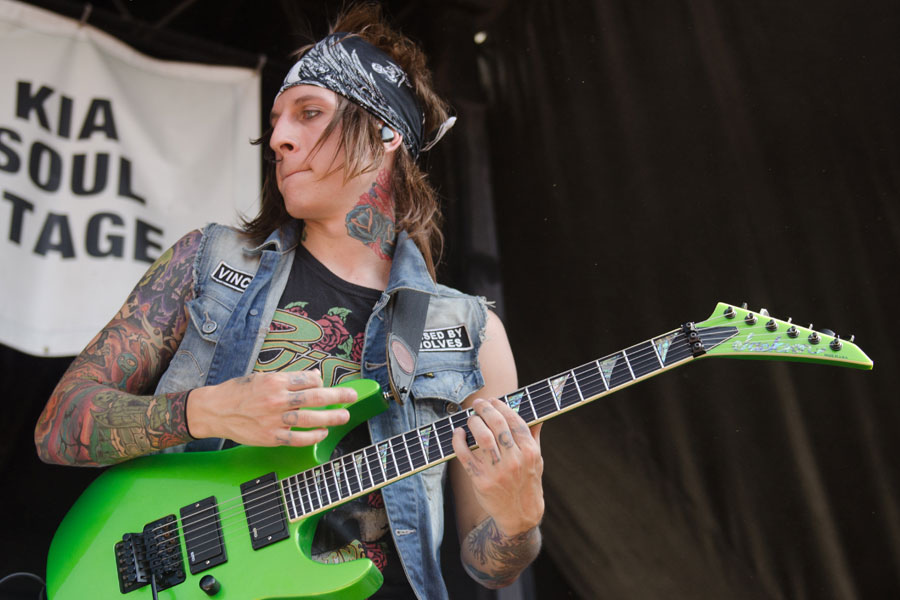
Jacky Vincent en 2012

El 7 de mayo salió a la luz "Alone", el primer sencillo de su segundo disco "Fashionably Late", el cual fue lanzado oficialmente el 18 de junio de 2013. Ese mismo día se abrieron las correspondientes reservas para el mismo.
Esta canción "Alone" combina el género musical de "rap" con el "hardcore" haciendo alusión de las palabras que daba "Ronnie Radke" acerca de lo que sería el segundo disco de estudio Ustedes no entienden la cantidad de años luz de mi próximo disco a partir del último.
El 21 de mayo se lanza "Fashionably Late", la canción homónima al disco. Recibió críticas positivas en general en comparación a Alone ya que mantiene un sonido más parecido al típico de la banda e incluso del primer y único disco que Ronnie Radke grabó con Escape the Fate, "Dying is Your Latest Fashion". 
Tras la cancelación de fechas para su gira y Warped Tour, Falling In Reverse celebra la salida de Fashionably Late con una actuación especial en the Roxy en West Hollywood, California, el 18 de junio de 2013. El conjunto de una hora fue transmitido en línea y presentado por Hot Topic.
El 28 de octubre de 2013, Falling in Reverse junto con la exbanda de Ronnie Escape the Fate, anunció que estarían de gira juntos, con Falling in Reverse como cabeza de cartel, en el Bury The Hatchet Tour. Las bandas publicaron un video a través de Alternative Press con Ronnie y con Craig Mabbit siendo entrevistado acerca de la gira, que confirma que ahora desean ser amigos, por lo tanto la gira. Durante el gira, Ronnie hizo apariciones en el escenario con Escape The Fate, cantando los sencillos del álbum debut de Escape The Fatedebut album Dying Is Your Latest Fashion, Situations y Not Good Enough for Truth In Cliché.
En marzo de 2014, Radke anunció que la banda había comenzado a grabar su tercer álbum. El 12 de mayo de 2014 fue anunciado por Alternative Press que Falling in Reverse había roto relaciones con el bajista Ron Ficarro, informando que el exbajista de Escape the Fate Max Green (quien anunció su salida de Escape the Fate sólo 3 días antes del 9 de mayo, seis meses después de reincorporarse a Escape the Fate) sería su sustituto. Ronnie es citado diciendo: "Ron fue probablemente el mejor bajista con el que he colaborado, pero en este momento en el tiempo siento que lo mejor es separarse de él. Yo lo respeto y le deseo todo lo mejor para él. Max deja Escape the Fate fue como un regalo del cielo. Era una obviedad que se haya unido. Lo conozco la mitad de mi vida y este será un gran nuevo capítulo para empezar."

### Just Like You y salida de Jacky Vincent (2014-2016)

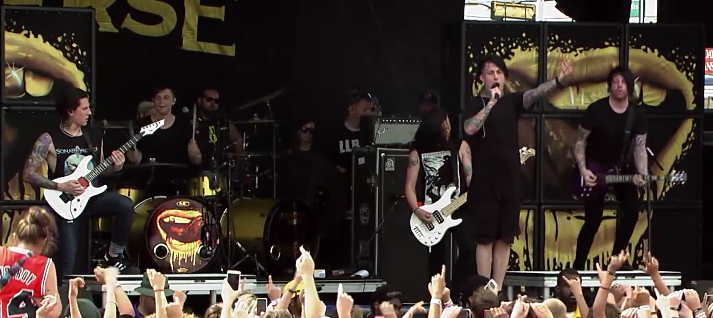
Falling in Reverse en 2014

En una entrevista con MTV, Radke declaró que el próximo álbum no sería nada parecido a la canción "Alone" ya que no tiene raps en todo el álbum, en cambio, afirmó que es más pesado y contendrá más gritos, moviendo su pasión por el rap en su carrera en solitario. [57] Radke explicó en otra entrevista que el tercer álbum será más como un "secuela "para el álbum Dying Is Your Latest Fashion de Escape the Fate y está dirigido a ser nostálgico a personas que eran fanes de la banda desde entonces.
En agosto se anunció que la banda estará apoyando Black Veil Brides en su gira titular a través de América a lo largo de octubre y noviembre apodado "The Blackmass" y también será apoyado por Set It Off y Drama Club.

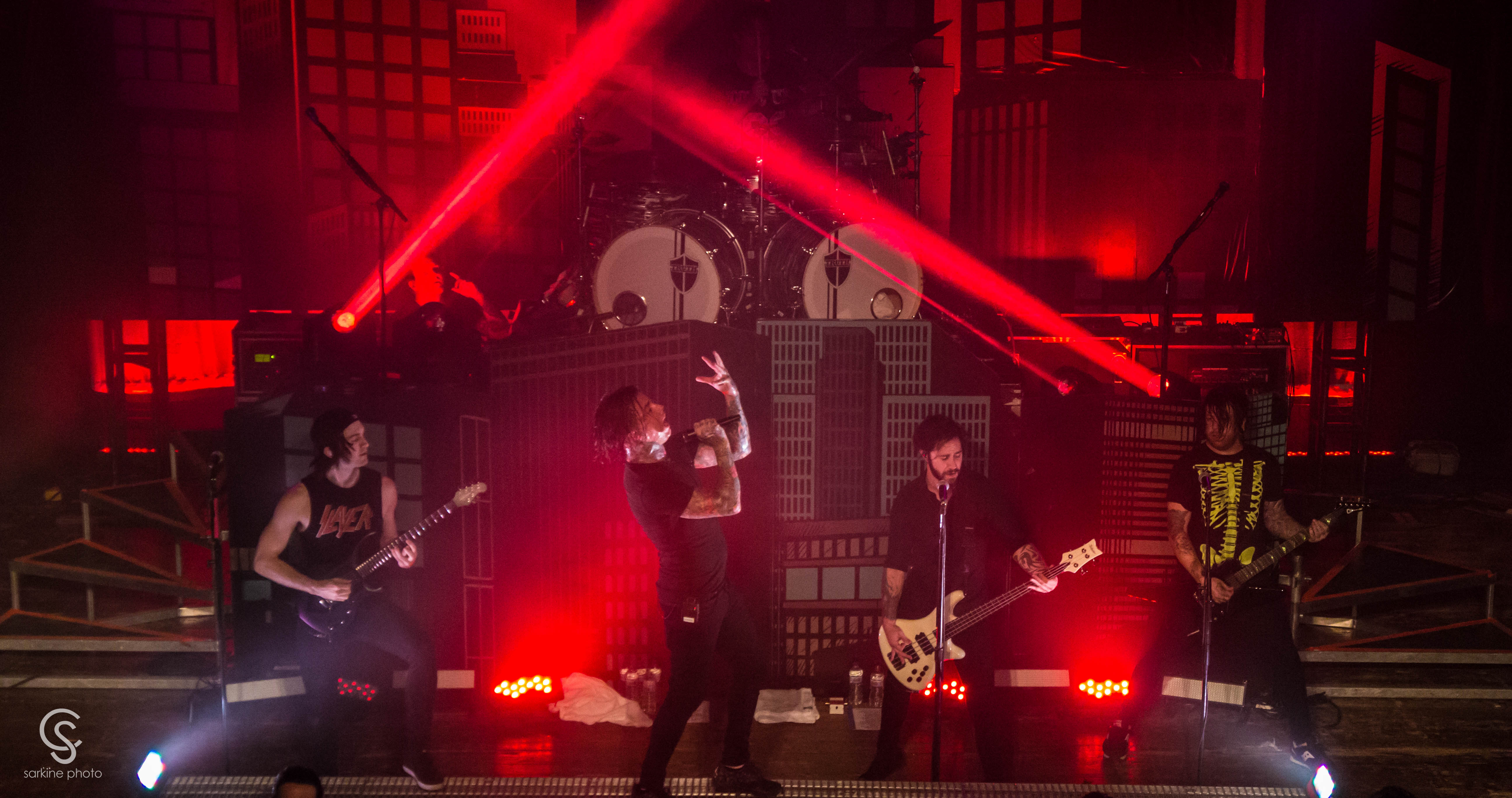
Falling in Reverse en 2015

El 6 de octubre de 2014, un mes antes de la gira Blackmass comenzó, se anunció que Max Green había dejado la banda debido a problemas personales ajenos a la banda. La salida fue amistosa. Se puso de manifiesto en Instagram que The Hollowed Vocalist, Jonathan Wolfe, reemplazaría a Green como bajista. No se sabe si se convertirá en un miembro permanente.
El 15 de diciembre de 2014, el primer sencillo de su tercer álbum todavía-a-ser titulado, "God, If You Are Above..." fue lanzado en iTunes y en directo en el canal de YouTube de Epitaph Records. El 13 de enero de 2015, Falling In Reverse lanzó su segundo "Guillotine IV (the Final Chapter)" single en iTunes y de Epitaph canal de YouTube. Anunciaron el álbum se tituló Just Like You, ahora estaba disponible para pre-pedido, y se fija para ser lanzado 24 de febrero.
El 16 de marzo de 2015, Falling in Reverse anunció una gira por Estados Unidos llamada Three-Ring Circus of Ronnie Radke. La gira tuvo tres actos; una actuación de la banda de apertura Ghost Town, luego Falling in Reverse interpretando todo el álbum Dying Is Your Latest Fashion de los días de Radke en Escape the Fate, seguido de Falling in Reverse interpretando canciones originales. La gira duró del 24 de abril al 6 de junio.

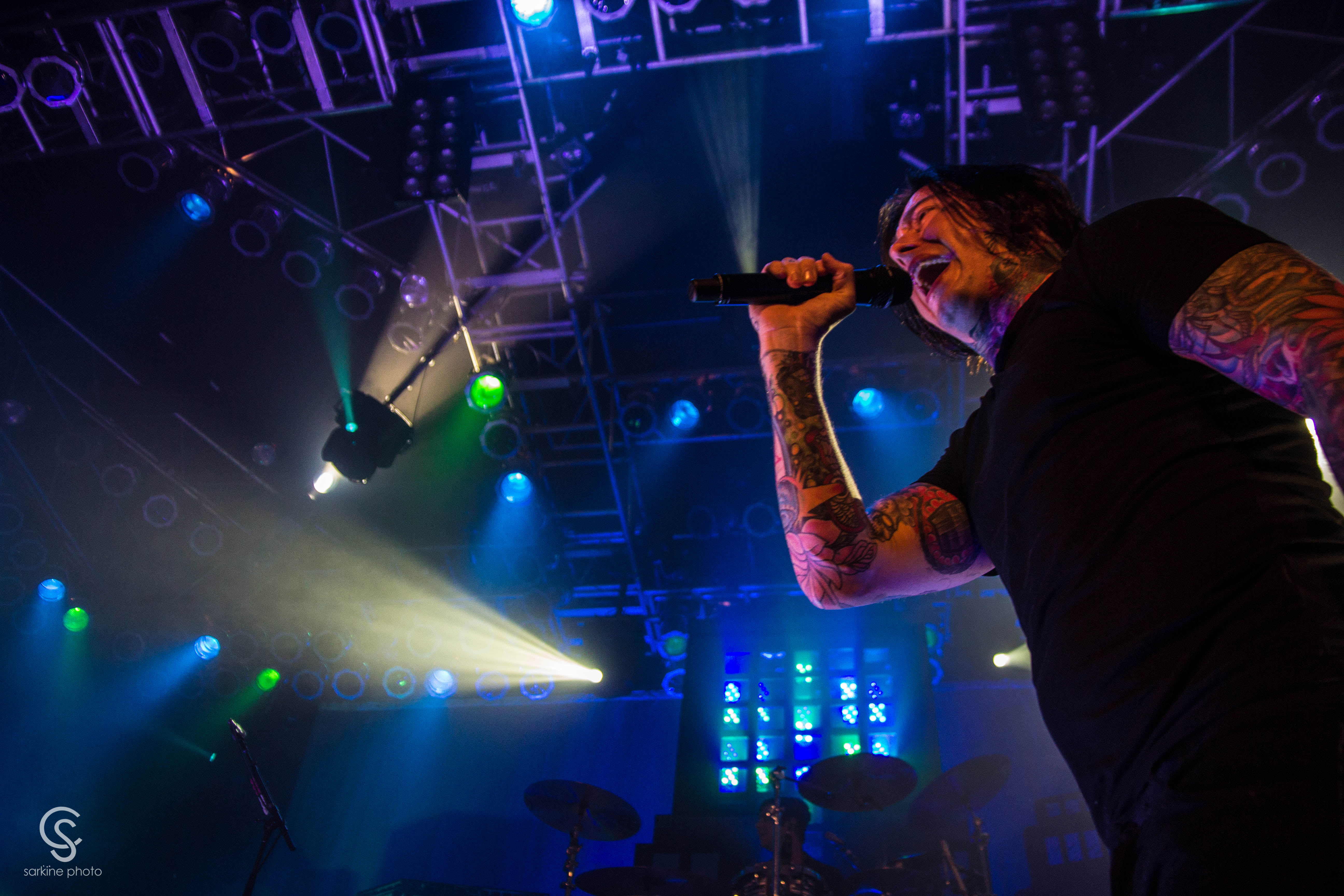
Falling in Reverse en el House of Blues durante el the Super Villains Tour en 2015.

El 30 de octubre se anunció que Jacky Vincent dejaría el grupo de una manera amistosa para centrarse en su carrera en solitario.
El guitarrista amigo de los integrantes Christian Thompson tomó el lugar que Vincent dejó en la banda. El video para el sencillo Chemical Prisoner fue lanzado el 27 de enero de 2016. El sencillo tuvo un desempeño moderadamente bueno en la radio de rock del Reino Unido.

### Coming Homey salida de Ryan Seaman (2016-2018)

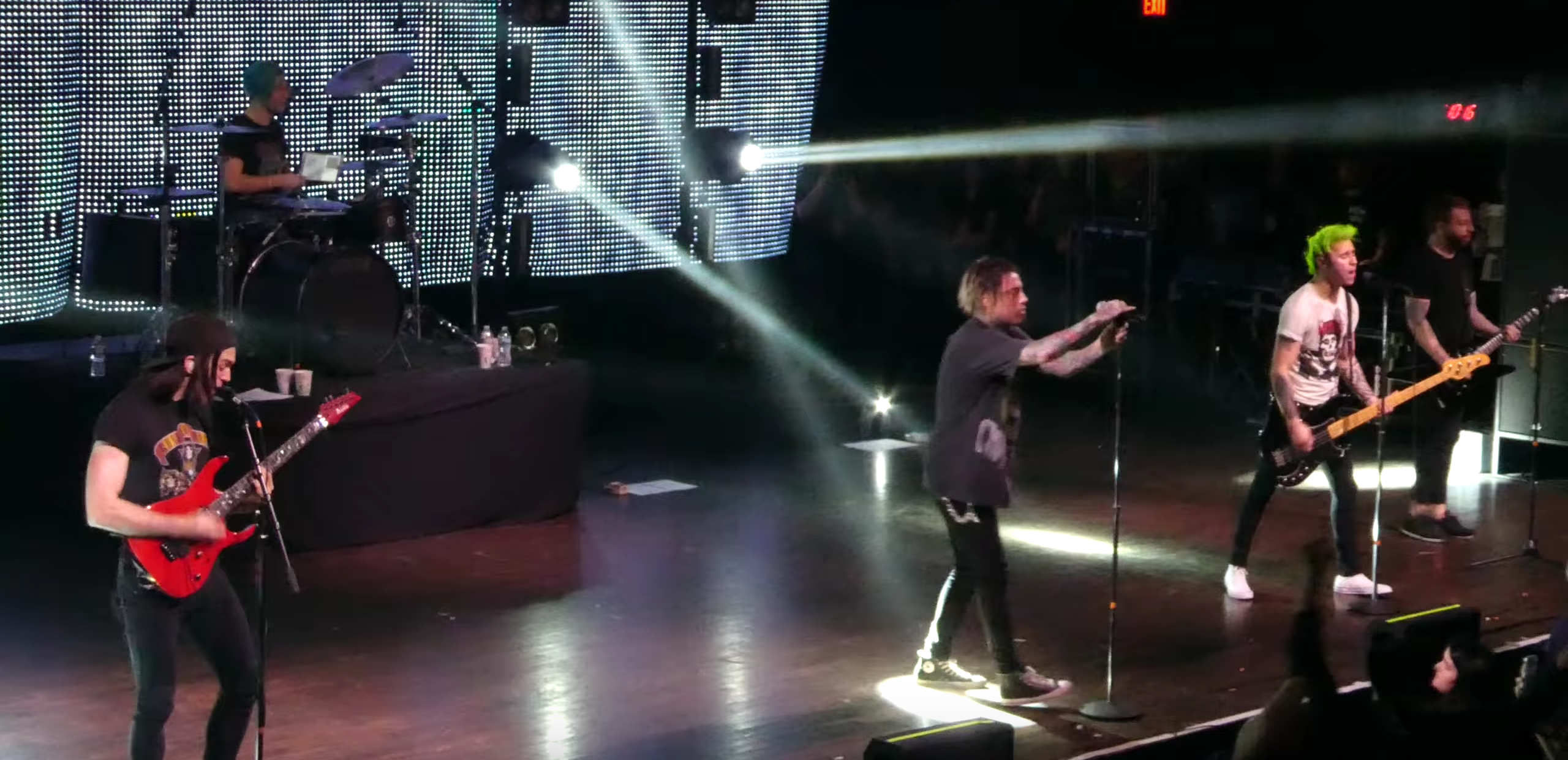
Falling in Reverse en 2017

El 6 de enero de 2016, los miembros de la banda anunciaron que habían empezado a trabajar en su próximo álbum y afirmaron que sería "Es un gran giro a la izquierda. Parece que no hemos hecho nada. Cada canción es muy vibrante, hay más sensación en él, en lugar de mucho metal ", además de afirmar que "Ahora nos estamos desafiando a nosotros mismos más de lo que nunca lo hemos hecho de la manera más extraña posible, porque uno pensaría que escribir el solo o los riffs más locos sería la parte desafiante. Pero el desafío parte es tratar de mantener un tema y no recorrer todo el lugar como lo haríamos normalmente". El álbum se esperaba para finales de 2016 a través de Epitaph Records. El 19 de diciembre, la banda lanzó oficialmente el primer sencillo «Coming Home» del álbum sin título. El 19 de enero de 2017, la banda lanzó el segundo sencillo «Loser».
En enero de 2017, Radke comenzó a tocar la guitarra para la banda y anunciaron su próximo álbum Coming Home. El 21 de marzo, la banda lanzó el tercer sencillo «Broken» y fue lanzado en el programa Daniel P. Carter en BBC Radio 1. Coming Home, se lanzó el 7 de abril. En el momento de su lanzamiento, se rumoreaba que el baterista Ryan Seaman se separó de la banda. Esto se confirmó cuando la banda se presentó el 8 de mayo, sin Seaman con Chris Kamrada tocando la batería como miembro de gira, que desde entonces dejó de tocar para Dashboard Confessional. La banda anunció que estarían en el Chicago Air Open 2017. La banda anunció su gira para promocionar el álbum en los Estados Unidos, la gira se llamaría "Coming Home to Madness Tour" y duraría de septiembre a octubre de 2017 junto con All That Remains. Más tarde anunciaron su gira por Europa junto con The Word Alive y Dead Girls Academy.

### Nuevas canciones y el fallecimiento de Derek Jones (2018-2022)
El 22 de febrero de 2018 la banda publicó vía Epitaph Records el sencillo llamado «Losing My Mind», aún no se sabe si se trata de un nuevo álbum pero el sencillo marca el regreso del rap a la banda. El vocalista Ronnie Radke escribió un comunicado en sus redes sociales diciendo "Yo hago lo que sea cuando se trata de música y no tengo límites, cuando la gente me dice tu no puedes tocar este tipo de música, tu debes de tocar este tipo de música eso me motiva ha seguir haciendo ese tipo de música". El 12 de marzo de 2018 el guitarrista Christian Thompson sufrió una lesión en el hombro el cual le impidió continuar con la gira, el guitarrista lo publicó en sus redes sociales, Radke no ha confirmado si su salida es temporal u oficial, el guitarrista Tyler Burgess es el que lo reemplaza actualmente, en abril de 2018 Christian publica en su cuenta de Instagram su salida oficial de la banda haciendo que cancelaran sus próximos tours incluyendo el Coming Home Asia Tour.
El 26 de junio de 2018 se lanzó el sencillo «Losing My Life» siendo la continuación de «Losing My Mind», la banda anunció su participación en el último Warped Tour, en el vídeo de canción se puede mostrar una nueva alineación, se unió Max Georgiev como guitarrista líder (conocido por haber participado con bandas como Escape the Fate, New Years Day, etc.), también Tyler Burgess (quien ya había trabajado anteriormente con la banda) como bajista, Zakk Sandler pasó de tocar el bajo a ser tecladista/guitarrista rítmico y también se unió el baterista Brandon "Rage" Richter (conocido por haber sido el baterista de la banda Motionless in White y A Skylit Drive).. Poco después del Warped Tour la banda anunció una gira acústica llamada "The Roast of Ronnie Radke" poco antes de la gira el baterista Brandon Richter dejó la banda en silencio y sin decir nada, a mediados de la gira la banda canceló la gira debido a que Ronnie tenía problemas personales.
El 8 de abril de 2019, se lanzó un nuevo video musical para la canción «Drugs» con una colaboración especial del vocalista de las bandas Slipknot y Stone Sour, Corey Taylor. Zakk Sandler no se incluyó en el vídeo, posiblemente mostrando su salida de la banda. El vídeo también tenía a Christian "CC" Coma (baterista de Black Veil Brides) tocando la batería. Ronnie confirmó la salida de Zakk Sandler mediante un comunicado en Twitter: "Todos amamos a Zakk, una de mis personas favoritas, pero quiere enfocarse en su vida familiar y el negocio que dirige en este momento, no significa que no vaya a una próxima gira con nosotros", los fanáticos le preguntaban a Zakk si seguiría en la banda pero este nunca dijo nada por lo que se puede suponer que dejó la banda. La banda anunció su gira llamada "Episodie III" con bandas de apoyo como Ice Nine Kills, From Ashes to New y New Years Day. El baterista de Black Veil Brides, CC, también anunció que participaría en la gira. La banda tocó en el Self Help Fest 2019. La banda anuncia su gira "Episodie IV" con actos de apoyo de Crown the Empire y el rapero Tom MacDonald, pero semanas antes de que comenzara la gira, la banda decidió cancelarla debido a problemas familiares con el guitarrista Derek Jones, la prometida de Derek, Christina Cetta, sufría de cáncer y este avanzó muy rápido, semanas después se anunció que su prometida había fallecido a causa del cáncer, la banda anunció que intentarían tocar en el Good Things Festival en Australia.
El 20 de noviembre de 2019, se lanzó un nuevo sencillo titulado «Popular Monster», que representa a Ronnie explorando sus demonios y, finalmente, transformándose en un hombre lobo. El 17 de diciembre de 2019, el álbum debut de la banda "The Drug in Me Is You" fue certificado disco de oro por la RIAA, para celebrar que el álbum ganó oro, la banda organizó una gira llamada "The Drug In Me Is Gold Tour" con las bandas Escape the Fate y The Word Alive, también anunciaron que tocarían todas las canciones del álbum. La banda anunció que apoyarán una gira con Asking Alexandria llamada "Like House On Fire World Tour" junto con Wage War y Hyro the Hero. El 13 de febrero de 2020, la banda lanzó el sencillo «The Drug In Me Is Reimagined», que es la versión para piano del sencillo «The Drug In Me Is You». Con respecto al sencillo, Ronnie dijo que quería darle a los fanáticos algo especial. "Esta canción no fue hecha con la esperanza de ganar nuevos admiradores, sino que fue hecha específicamente para los fanáticos que han estado aquí desde el principio. Quería despojar la música para mostrarte cuán crudas son realmente las letras. Para que puedas sentir la canción de una manera completamente diferente".
El 21 de abril de 2020, Radke anuncio en sus redes sociales la muerte del guitarrista Derek Jones. Se desconocen las causas de su muerte. El 14 de julio de 2020, la banda lanzó la canción «Carry On», la canción estaba planeada para ser incluida en el álbum Coming Home, pero al final no fue incluida. Meses antes, Ronnie mostró la canción en su canal Twitch.
El 18 de octubre de 2020, Thompson anunció a través de Instagram que regresaría a la banda. El 12 de febrero de 2021 la banda lanzó el sencillo «I'm Not a Vampire (Revamped)», una nueva versión de rock orquestal similar a «The Drug in Me Is Reimagined», al final del video musical se puede ver un homenaje al fallecido guitarrista Derek Jones. El video musical presenta la aparición de la novia del vocalista Ronnie Radke, Saraya Bevis, conocida como Paige, exluchadora de la WWE. La banda anunció dos shows llamados "Live From The Unknown" que serían a fines de abril de 2021, los dos conciertos serían vía streaming debido a la pandemia de COVID-19.
Antes de la presentación vía streaming el bajista Tyler Burgess y el baterista Johnny Mele dejaron la banda sin explicación alguna, Wes Horton III reemplazó a Burgess como bajista oficial e incluye la participación del reconocido baterista Luke Holland como baterista de giras.[cita requerida] La banda anunció que regresaría a los escenarios luego de un año y medio debido a la Pandemia del COVID-19. La banda anunció su participación en el "Welcome to Rockville Festival 2021" con bandas como Metallica, Lynyrd Skynyrd, Mudvayne, Anthrax, entre otras. La banda también anunció su participación en el festival Rocklahoma 2021, junto a bandas como Slipknot, Rob Zombie, Limp Bizkit, Chevelle, Halestorm, Anthrax y más.

### Neon ZombieEP yPopular Monster(2022-presente)
El 5 de enero de 2022, la banda lanzó el sencillo «Zombified» a través de una transmisión en vivo, es el primer sencillo de su próximo EP Neon Zombie. Previamente la banda había anunciado su gira "Live From The Unknown" por Estados Unidos acompañada de las bandas Wage War y Hawthorne Heights y el cantante y rapero estadounidense Jeris Johnson. La banda anunció que se presentaran en el "Inkcarceration Festival" de 2022 el sábado 16 de julio como parte de las bandas principales. También anunciaron más presentaciones como su presentanción en el "Aftershock Festival 2022". La banda también anunció la gira "Rockzilla Summer Tour" para el verano junto a Papa Roach, Hollywood Undead y Bad Wolves.
El 28 de mayo de 2022, la banda lanzó el sencillo «Voices in My Head». El video reintrodujo a Tyler Burgess habiendo regresado a la banda como bajista. Se anunció que la banda se presentaría en el "WILL Rock Fest 2022" en Illinois, pero tuvo que cancelar su presentación porque les robaron las computadoras portátiles a la banda. sin embargo, la banda pudo actuar en festivales de música posteriores, incluida una presentación para más de 20 000 personas. La banda anunció una mini gira junto a Escape the Fate y Fame On Fire en diciembre. El 31 de enero de 2023, la banda lanzó el sencillo «Watch the World Burn», sencillo el cual hizo que la banda entrara por primera vez en la lista Hot 100 de Billboard. El 26 de junio de 2023, la banda lanzó una versión de "Last Resort" de Papa Roach.
El 7 de mayo de 2024, la banda lanzó el sencillo "Ronald", con Alex Terrible de Slaughter to Prevail y el rapero Tech N9ne. y el mismo día anunciaron su nuevo álbum Popular Monster que se lanzará el 26 de julio de 2024.
El 6 de junio de 2024, la banda lanzó el sencillo "All My Life", con la cantante de rap country Jelly Roll.

## Estilo musical y letras
Falling in Reverse ha sido categorizado como post-hardcore, metalcore, hard rock, pop punk, glam metal, hip hop, rapcore, electrónica, y rap metal. El sonido de Falling in Reverse a veces también se ha descrito como emo estilizado con coros pop y una mezcla entre pop y metalcore. El segundo álbum de la banda, Fashionably Late, incluía elementos de hip hop y electrónicos con la adición de rap. Los sencillos recientes de Falling in Reverse son remakes simplificados, baladas de piano orquestales de canciones lanzadas anteriormente, «The Drug in Me Is You» y «I'm Not a Vampire», rebautizadas como «The Drug In Me Is Reimagined» y «I 'm Not a Vampire (Revamped)», respectivamente.
Radke comentó que "en las mismas canciones suena como Norma Jean o Underoath con coros de Katy Perry". Según Radke, algunos de los tonos líricos de la banda son, "arrogante, es algo como los raperos en su mayoría". Esto se debe a que Radke ha citado a Eminem como una de sus principales influencias, tanto que incluso incluyó un ritmo hecho por Eminem y Dr. Dre durante un breakdown en la canción "Sink or Swim". Radke también cita a Blink-182 y Beastie Boys como una influencia para los sonidos pop punk y hip hop de la banda, respectivamente.
En sus playlists oficiales de Spotify Ronnie Radke comenta que sus bandas favoritas son Brand New, Underoath y Eminem, mientras que el guitarrista Derek Jones menciona dentro de sus influencias a Thrice, Kiss, Grim Reaper, Pantera, The Black Dahlia Murder, At The Gates, In Flames, The Crown, Darkest Hour y Fear My Thoughts
El contenido lírico de la música de la banda está inspirado principalmente en las experiencias personales del vocalista Radke, que incluyen a su madre, la corrupción de Las Vegas y su encarcelamiento / liberación de la prisión debido a múltiples enfrentamientos con la ley que involucra narcóticos y cargos relacionados con la muerte de Michael Cook. Ninguna canción de la banda hasta la fecha se refiere al amor porque Radke dijo que "... no voy a mentir ... e intentaré escribir canciones sobre cuánto amo a alguien. Tengo amor, pero habrá muchas canciones sobre lo que he pasado". Varias canciones se centraron en su partida de Escape the Fate después de que el grupo lo echó y lo reemplazó con el excantante de Blessthefall Craig Mabbitt, con canciones de la banda que atacó directamente a Mabbitt y al bajista de Escape the Fate, Max Green.

## Giras
The Thug In Me Is You (2012)
La banda realizó su primera gira como banda encabezadora del tour con bandas invitadas como Enter Shikari, I See Stars, Letlive, Matt Toka - HHM Zine.
A mediados del tour la banda sacó a la banda I See Stars de la gira debido a que la banda se había envuelto en escándalos, la banda fue arrestada por posesión menor de drogas, debido a eso la banda y la disquera Sumerian Records tuvieron problemas con el vocalista Ronnie Radke.
Latin America Tour (2013)
La banda realizó su primera gira latinoamericana en Sudamérica.
Bury the Hatchet (2014)
Tras una sorprendente reconciliación con la banda Escape the Fate, ambas bandas decidieron realizar una gira con bandas invitadas como Chelsea Grin y Survive This!.
La gira fue muy emotiva casi al final Ronnie canto junto a Craig Mabbitt sus antiguas canciones en Escape The Fate.
The Black Mass (2014)
La banda estuvo apoyando a la banda Black Veil Brides, junto con Set It Off y Drama Club.
Three Ring Circus (2015)
Promocionando el álbum Just Like You la banda decido hacer una gira en donde en algunos conciertos cantaron más canciones del álbum Dying Is Your Latest Fashion.
The End Is Here (2017)
La banda promocionando su nueva canción y su próximo álbum realizó una gira junto a Motionless in White, Issues, Dangerkids y Dead Girls Academy.
Rest In Space (2017)
La banda fue invitada a una gira en marzo de 2017 organizada por la banda Pierce the Veil y con Crown the Empire como tercera banda invitada.
Coming Home Europe (2018)
La banda realizó una gira europea en promoción del álbum Coming Home.
Episode III (2019)
La banda anunció la gira Episode III la cual duraría de abril a mayo de 2019 con Ice Nine Kills, From Ashes to New y New Years Day.
The Drug In Me Is Gold Tour (2020)
La banda organizó una gira por su disco de oro junto con Escape the Fate y The Word Alive.
Popular MonsTOUR IIWorld Domination (2024)
La banda organizó una gira junto con Tech N9ne, Slaughter to Prevail, Hollywood Undead, Dance Gavin Dance y Black Veil Brides.

## Miembros
| Miembros actuales - Ronnie Radke – voz líder (2008–presente), teclados (2008–presente), guitarra rítmica (2017–2018) - Christian Thompson – guitarra rítmica (2020-presente), teclados, coros (2015–2018, 2020-presente), guitarra líder (2015–2018) - Tyler Burgess - bajo, coros (2018–2021, 2022–presente), guitarra líder (2018) - Luke Holland – batería, percusión (2021-presente) | Miembros de giras - Chris LaPlante – guitarra principal (2024-presente) |

## Discografía
Álbumes de estudio
- The Drug in Me Is You (2011)
- Fashionably Late (2013)
- Just Like You (2015)
- Coming Home (2017)
- Popular Monster (2024)

## Vídeos musicales
| Año  | Título                                     | Álbum                    |
| ---- | ------------------------------------------ | ------------------------ |
| 2011 | «The Drug In Me Is You»                    | The Drug In Me Is You    |
| 2011 | «I'm Not A Vampire»                        | The Drug In Me Is You    |
| 2012 | «Raised by Wolves»                         | The Drug In Me Is You    |
| 2012 | «Good Girls Bad Guys»                      | The Drug In Me Is You    |
| 2013 | «Alone»                                    | Fashionably Late         |
| 2013 | «Bad Girls Club»                           | Fashionably Late         |
| 2014 | «Gangsta's Paradise (Coolio cover)»        | Punk Goes 90's Vol. 2    |
| 2015 | «Just Like You»                            | Just Like You            |
| 2016 | «Chemical Prisoner»                        | Just Like You            |
| 2017 | «Coming Home»                              | Coming Home              |
| 2017 | «Superhero»                                | Coming Home              |
| 2017 | «Fuck You And All Your Friends»            | Coming Home              |
| 2018 | «Losing My Mind»                           | No álbum, solo sencillos |
| 2018 | «Losing My Life»                           | No álbum, solo sencillos |
| 2019 | «Drugs» (feat. Corey Taylor)               | No álbum, solo sencillos |
| 2019 | «Popular Monster»                          | Popular Monster          |
| 2020 | «The Drug in Me Is Reimagined»             | No álbum, solo sencillos |
| 2021 | «I'm not a Vampire Revamped»               | No álbum, solo sencillos |
| 2022 | «Zombified»                                | Popular Monster          |
| 2022 | «Voices in My Head»                        | Popular Monster          |
| 2023 | «Watch the World Burn»                     | Popular Monster          |
| 2023 | «Last Resort (Reimagined)»                 | Popular Monster          |
| 2024 | «Ronald» (feat. Alex Terrible & Tech N9ne) | Popular Monster          |
| 2024 | «All My Life» (feat. Jelly Roll)           | Popular Monster          |
| 2024 | «Prequel»                                  | Popular Monster          |
| 2025 | «God Is a Weapon» (feat. Marilyn Manson)   | No álbum, solo sencillos |

## Premios
| Año  | Nominados             | Premio                                                                     | Resultado | Ref     |
| ---- | --------------------- | -------------------------------------------------------------------------- | --------- | ------- |
| 2011 | Falling In Reverse    | Alternative Press: Banda del Año                                           | Ganador   | [ 116 ] |
| 2011 | I'm not a Vampire     | Premio al Salón de la Fama de Loudwire Magazine's Cagematch                | Ganador   | [ 117 ] |
| 2011 | I'm Not A Vampire     | Revolver Magazine's: Los 10 mejores vídeos de 2011                         | Ganador   | [ 118 ] |
| 2011 | The Drug In Me Is You | Revolver Magazine's: Las 5 mejores canciones de 2011                       | Ganador   | [ 119 ] |
| 2012 | Ryan Seaman           | Alternative Press: Baterista del Año                                       | Ganador   | [ 120 ] |
| 2012 | Jacky Vincent         | Alternative Press: Guitarrista del Año                                     | Ganador   | [ 121 ] |
| 2012 | Ronnie Radke          | Alternative Press: Vocalista del Año                                       | Ganador   | [ 122 ] |
| 2012 | The Drug In Me Is You | Kerrang! Awards: Mejor Sencillo                                            | Nominado  | [ 123 ] |
| 2012 | Ronnie Radke          | Kerrang! Awards: Villano del Año                                           | Nominado  | [ 122 ] |
| 2012 | Falling In Reverse    | Kerrang! Awards: Mejor Nuevo Artista Internacional                         | Ganador   | [ 123 ] |
| 2013 | Ronnie Radke          | Alternative Press: Mejor Vídeo APTV                                        | Ganador   | [ 124 ] |
| 2013 | Jacky Vincent         | Alternative Press: Guitarrista del Año                                     | Ganador   | [ 125 ] |
| 2014 | Jacky Vincent         | Alternative Press Music Awards: Mejor Guitarrista                          | Nominado  | [ 126 ] |
| 2014 | Ryan Seaman           | Alternative Press Music Awards: Mejor Baterista                            | Nominado  | [ 126 ] |
| 2014 | Alone                 | Alternative Press Music Awards: Canción del Año                            | Nominado  | [ 126 ] |
| 2014 | Bad Girls Club        | Kerrang! Awards: Mejor Vídeo                                               | Nominado  | [ 127 ] |
| 2015 | Jacky Vincent         | Alternative Press Music Awards: Mejor Guitarrista                          | Nominado  | [ 128 ] |
| 2016 | Just Like You         | Alternative Press Music Awards: Canción del Año                            | Nominado  | [ 129 ] |
| 2017 | Falling In Reverse    | Alternative Press Music Awards: Mejor Banda en vivo                        | Ganador   | [ 130 ] |
| 2020 | Popular Monster       | Octane Sirius XM: Top 30 Octane Big ‘Uns Countdown Songs                   | Ganador   | [ 131 ] |
| 2022 | Zombified             | Richmond International Film Festival: Lo Mejor del Festival, Vídeo Musical | Ganador   | [ 132 ] |